# ستيفان غارسيا
ستيفان غارسيا هو لاعب كرة قدم سويسري في مركز الوسط، ولد في 4 أبريل 1991 في غرونوبل في فرنسا. لعب مع إتويل كاروغ ولو مون لوزان ونادي لوغانو ونادي نوشاتل زاماكس.

## وصلات خارجية
- ستيفان غارسيا على موقع قاعدة بيانات كرة القدم.إي يو (الإنجليزية)